# آرنه‌مایدن
آرنه‌مایدن (به هلندی: Arnemuiden) یک منطقهٔ مسکونی در هلند است که در Middelburg واقع شده‌است. آرنه‌مایدن ۵٬۳۷۰ نفر جمعیت دارد.
در 23 سپتامبر 1338، در آغاز جنگ صد ساله بین انگلستان و فرانسه، نبرد دریایی در نزدیکی آرنه‌مایدن درگرفت. این اولین نبرد دریایی در جنگ صد ساله و اولین نبرد دریایی با استفاده از توپ بود.

## نگارخانه

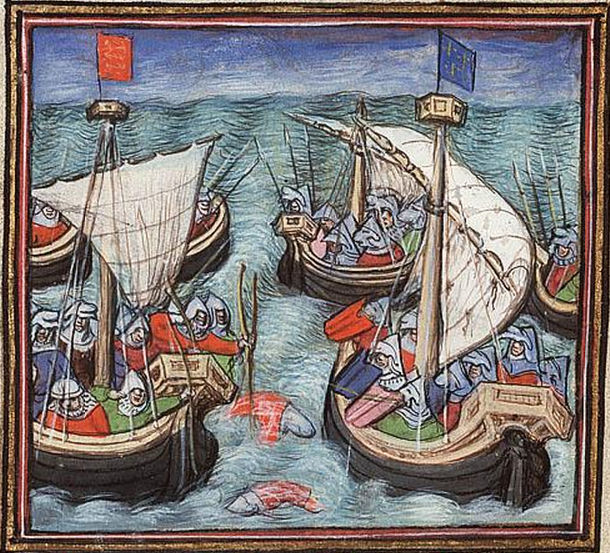
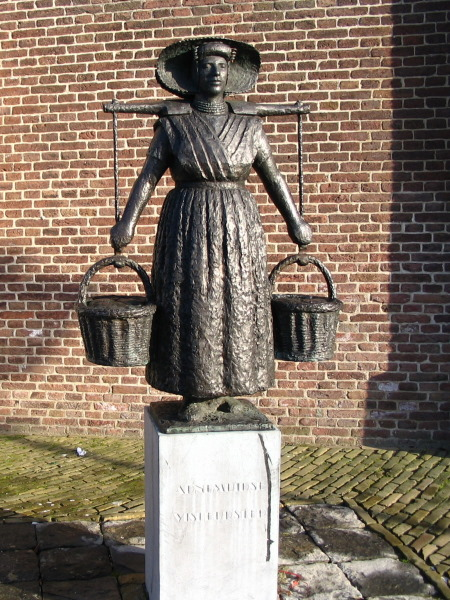